# Peter van der Noort
Johannes Lodewijk (Peter) van der Noort (Amersfoort, 30 augustus 1974) is een Nederlandse roeier. Hij vertegenwoordigde Nederland op verschillende grote internationale wedstrijden. Eenmaal nam hij deel aan de Olympische Spelen, maar won hierbij geen medailles.
In 2000 maakte Van der Noort zijn debuut op de Olympische Spelen van Sydney. De olympische roeiwedstrijden vonden plaats op het Regatta Centre van Penrith Lake, een speciaal voor de Olympische Spelen aangelegde roei- en kanobaan. Met de Holland Acht werd hij in de eerste serie van de eliminaties derde in 5.36,42. In de tweede herkansing eindigde hij op een vierde plaats in 5.44,91. In de kleine finale werden ze tweede in 5.36,63 en eindigden hierdoor op een achtste plaats overall.
Hij is lid van D.R.V. Euros in Enschede en Orca in Utrecht. Hij studeerde psychologie.

## Palmares

### roeien (vier zonder stuurman)
- 1999: 6e Wereldbeker I - 6.29,91
- 1999: 6e Wereldbeker III - 6.07,75

### roeien (acht met stuurman)
- 1998: 6e Wereldbeker II - 5.36,55
- 1998: 9e Wereldbeker III - 5.51,07
- 2000:  Wereldbeker I - 5.59,25
- 2000: 8e Wereldbeker III - 5.42,29
- 2000: 8e OS - 5.36,63
- 2001: 7e Wereldbeker II - 5.54,96
- 2001: 6e Wereldbeker IV - 6.03,32

Geert Cirkel · 
Geert-Jan Derksen · 
Gerritjan Eggenkamp · 
Gijs Kind · 
Adri Middag · 
Peter van der Noort · 
Nico Rienks · 
Niels van der Zwan · 
Merijn van Oijen (stuurman)